# 소교향곡 (풀랑크)
《소교향곡 FP141》은 프랑시스 풀랑크가 1947년에 작곡한 관현악곡이다. 1948년 10월 24일 런던에서 로제 데조르미에르의 지휘로 초연되었다. 

## 악장 구성
총 4악장으로 되어 있다.
- 1악장: Allegro con fuoco
- 2악장: Molto vivace
- 3악장: Andante cantabile
- 4악장: Très vite et très gai

## 악기 편성
- 목관악기: 플루트2, 오보에2, 클라리넷(내림 나)2, 바순2
- 금관악기: 호른(바)2, 트럼펫(다)2
- 타악기: 팀파니
- 현악기: 하프, 현악 5부